# Laxören, Helsingfors
Laxören, finska: Lohikari, är en ö i Finland. Den ligger i Finska viken och i kommunen Helsingfors i landskapet Nyland, i den södra delen av landet. Ön ligger nära Helsingfors.
Öns area är 1,2 hektar och dess största längd är 200 meter i öst-västlig riktning. Ön höjer sig omkring 10 meter över havsytan.